# FIFA-Weltfußballer des Jahres 1993
Der FIFA-Weltfußballer des Jahres 1993 (damals noch FIFA World Player) wurde am 19. Dezember 1993 im Rahmen der Auslosung der Fußball-WM 1994 im Caesars Palace in Paradise gekürt. Es war die dritte Vergabe der 1991 vom Fußballweltverband FIFA eingeführten Auszeichnung „FIFA-Weltfußballer des Jahres“. Gewinner der Auszeichnung war der Italiener Roberto Baggio.

## Abstimmungsmodus
Der Gewinner wurde durch eine Abstimmung unter 71 Nationaltrainern der Welt ermittelt. Diese nannten jeweils die drei ihrer Meinung nach besten Fußballer, wobei keiner der drei aus ihrem eigenen Land stammen durfte. Eine Nennung an Platz eins brachte fünf Punkte, ein zweiter Platz drei Punkte, der dritte Platz einen Punkt. Danach wurden die Punkte addiert.

## Ergebnis (Top 10)
- Platzierung: die Platzierung, die ein Spieler erzielt hat.
- Name: Name des ausgezeichneten Spielers.
- Nationalität: Nationalität des ausgezeichneten Spielers.
- Verein: Verein, für den der Spieler in dem Kalenderjahr aktiv war. Wenn ein Spieler den Verein gewechselt hat, wird der abgebende Verein an erster Position genannt.
- Stimmen: die insgesamt erhaltenen Stimmen aller Länder.

| Platzierung | Name                | Nationalität | Verein                             | Stimmen |
| ----------- | ------------------- | ------------ | ---------------------------------- | ------- |
| 1.          | Roberto Baggio      | Italien      | Juventus Turin                     | 152     |
| 2.          | Romário             | Brasilien    | PSV Eindhoven / FC Barcelona       | 84      |
| 3.          | Dennis Bergkamp     | Niederlande  | Ajax Amsterdam / Inter Mailand     | 58      |
| 4.          | Peter Schmeichel    | Dänemark     | Manchester United                  | 29      |
| 5.          | Christo Stoitschkow | Bulgarien    | FC Barcelona                       | 22      |
| 6.          | Faustino Asprilla   | Kolumbien    | AC Parma                           | 21      |
| 7.          | Bebeto              | Brasilien    | Deportivo La Coruña                | 16      |
| 8.          | Ronald Koeman       | Niederlande  | FC Barcelona                       | 15      |
| 9.          | Anthony Yeboah      | Ghana        | Eintracht Frankfurt                | 13      |
| 10.         | Raí                 | Brasilien    | FC São Paulo / Paris Saint-Germain | 7       |